# Valley Mills (Teksas)
Valley Mills je grad u američkoj saveznoj državi Teksas. Prema popisu stanovništva iz 2010. u njemu je živjelo 1.203 stanovnika.